# Lönnbeckska gymnasiet
Lönnbeckska gymnasiet, smeknamn Lönkan, var ett svenskspråkigt kommunalt gymnasium i stadsdelen Bortre Tölö i Helsingfors 1977-1991. Gymnasiet uppstod 1977, när Helsingfors övergick till grundskolsystemet och Nya svenska samskolan delades upp i Lönnbeckska gymnasiet och Högstadieskolan Lönkan. Skolornas namn härstammar från Nya svenska samskolans grundare Albin Lönnbeck.

## Historia
Vid övergången till grundskolsystemet i Helsingfors 1977 bildade Nya svenska samskolans gymnasieklasser Lönnbeckska gymnasiet och mellanskoleklasser Högstadieskolan Lönkan som båda verkade vid Sandelsgatan 3 i Tölö. Till Lönnbeckska gymnasiet sammanslogs även gymnasieklasserna från Minerva Skolan.

### Lönnbeckska gymnasiet 1977–1991 och Speccen –2015
Efter övergången till grundskolsystemet i Helsingfors 1977 hette gymnasiet under en tid Tölö gymnasium, men fick snart namnet Lönnbeckska gymnasiet till år 1991. 
År 1991 blev gymnasiet administrativt  en underlydande del av Norsen (Gymnasiet Svenska normallyceum). 
År 2002 blev gymnasiet åter ett självständigt gymnasium med namnet Tölö specialiseringsgymnasium, i folkmun kallat för Speccen. 
År 2015 slogs Tölö specialiseringsgymnasium och Gymnasiet Svenska normallyceun ihop till Tölö gymnasium vars verksamhet fortsatte i skolbyggnaden på Sandelsgatan i Tölö.

### Högstadieskolan Lönkan 1977–2015
Många skolor slogs samman i Helsingfors. Lönkan sammanslogs med Zillen (Tölö svenska samskola) 1975, Lärkan (Nya svenska läroverket) 1977, och Minervaskolan 1977 (tidigare Laguska skolan och Brobergska skolan). I och med sammanslagningarna uppstod det oro. Besvikna elever slog sönder skolinventarier. Detta ofog gällde inte bara Lönkans skolhus. Flera andra skolor hade också problem med ofog i och med grundskolans införande.
I mitten av 1980-talet fick Högstadieskolan Lönkan en klass med musikspecialisering. Den upphörde våren 2014 då Helsingfors stads hela musikspecialiseringen flyttade över till Åshöjdens grundskola. Tidigare hade lågstadiernas musikspecialisering tagits om hand av Minerva lågstadieskola i Tölö.
År 2015 slogs Högstadieskolan Lönkan samman med Högstadieskolan Svenska normallyceum och bildade Grundskolan Norsen som inte är verksam på Sandelsgatan i Tölö. 

## Rektorer

### Rektorer i Lönnbeckska gymnasiet 1977–1991
- 1977– Boris Lönnqvist

### Rektorer i Brobergska högstadiet/Högstadieskolan Lönkan 1977–2015
- 1977–1991 Rainer Lönnfors
- 1991–2012 Solveig Almark-Björk
- 2012–2014 Katri Vepsä
- 2014–2015 Ann-Britt Bonns

## Kända alumner
En del av dessa hör möjligen endast till artikeln Nya svenska samskolan.
- Lars Ahlfors, matematiker
- Erik A. Alftan, ingenjör, författare
- Barbro Allardt, doktor i tvåspråkighet forskning
- Hans Andersin, professor i databehandling
- Kaj Arnö, IT-företagare, kolumnist
- Eva Biaudet, politiker
- Mats Brommels, läkare
- Niklas Bruun, professor
- Staffan Bruun, journalist och författare
- Walentin Chorell, författare, dramatiker, manusförfattare
- Henrik Dettmann, korgbollscoach
- Agneta Enckell, författare, poet
- Michael Franck, dokumentarist, företagare
- Ilmi Hallsten, lärare, kvinnosaksaktivist, politiker
- Bertil Heinrichs, militär
- Erik Heinrichs, militär, general
- Carita von Hertzen, tandläkare
- Eirik Hornborg, politiker
- Jenny Markelin-Svensson, Finlands första kvinnliga ingenjör
- Ruth Munck, sjukskötare
- Ulla-Christina Sjöman, förbönsledare
- Astrid Thors, politiker
- Björn Wahlroos, finansman, investerare
- Michael Widenius, programmerare, företagare
- Bo von Willebrand, flygofficer
- Derek Fewster, historiker, universitetslektor och forskare

## Publikationer om skolan
- Nya svenska samskolan, Lönnbeckska gymnasiet 1888-1988, Hangö 1988.